# Toon Oprinsen
Toon Oprinsen (Tilburg, 1910. november 25. – Vught, 1945. január 14.), holland válogatott labdarúgó.
A holland válogatott tagjaként részt vett az 1934-es világbajnokságon.